# Amalia Bettini
Amalia Bettini (Milano, 15 agosto 1809 – Roma, 16 maggio 1894) è stata un'attrice teatrale italiana.

## Biografia
Nata a Milano da Giovanni Bettini e Lucrezia Morra, entrambi attori, studiò a Napoli e nel 1822, giovanissima, entrò nella compagnia teatrale di Salvatore Fabbrichesi, della quale erano elementi di punta Giuseppe De Marini e Luigi Vestri, recitando la parte dell'«amorosa ingenua» nelle tournée tenute dalla compagnia in tutta l'Italia.
Alla morte del Fabbrichesi, avvenuta a Verona nel 1827, passò in una compagnia teatrale vicentina e poi, per un anno, formò insieme con la madre una propria compagnia. Nel 1831 entrò come prima attrice nella compagnia di Gaetano Nardelli, e nel 1835 passò in quella diretta da Romualdo Mascherpa. Quell'anno la stagione teatrale del Valle di Roma la vide protagonista: Amalia vi recitò Estella di Eugène Scribe, i Tristi effetti di un tardo ravvedimento e La lettrice di Jean-François Bayard, ed Ella è pazza di Mélesville.
Fu notata dal poeta Giuseppe Gioachino Belli, collaboratore del periodico «Lo spigolatore», che la esaltò in un articolo, e le dedicò diversi sonetti e la novella in versi Amore infermo. I suoi tentativi - come pure quelli di Stendhal - di stabilire una relazione con l'attrice non ebbero effetto. Ormai tra le più apprezzate attrici italiane per la sua recitazione naturale e per il vasto repertorio, sia tragico che leggero, nel 1837 volle tornare a recitare nella compagnia che l'aveva lanciata, quella del Nardelli. Sciolta la compagnia nel 1840, la Bettini fu scritturata nella Compagnia reale sarda di Gaetano Bazzi, recitando tra l'altro, nel 1841, al Teatro Carignano di Torino l'Iginia d'Asti di Silvio Pellico.
Nel 1842 si sposò a Bologna con Raffaele Minardi e abbandonò il palcoscenico nel pieno del successo. Morì, ormai dimenticata, a Roma nel 1894.